# Vincenzo Dandini
Vincenzo Dandini (Firenze, 17 marzo 1609 – Firenze, 22 aprile 1675) è stato un pittore italiano.

## Biografia
Vincenzo Dandini fu uno dei rappresentanti più importanti di una famiglia di pittori fiorentini del Seicento. Fratello minore di Cesare Dandini, fu padre di Ottaviano e di Vincenzo detto "il Giovane", anche loro pittori che lavorarono nella bottega di famiglia, come anche il nipote di Vincenzo, Pier Dandini. Fu il fratello Cesare a intravedere in Vincenzo un talento pittorico e ne fu certo il primo maestro, ma i problemi di Cesare in quel periodo indussero il giovane a rivolgersi anche ad altri maestri, come il Passignano e Matteo Rosselli. Vincenzo sviluppò quindi nei suoi dipinti, rispetto al fratello, una maggiore semplicità ed un'inclinazione più naturalistica.
Tipico di questo momento sarebbe il Suonatore di flauto del Los Angeles County Museum, attribuito a Vincenzo dal Bellesi e già assegnato a Sigismondo Coccapani e a Bartolomeo Manfredi, che sarebbe la prima testimonianza della sua attività nella pittura di genere.
Ottenuti i suoi primi successi, grazie all'aiuto del fratello Cesare e della famiglia granducale, il pittore riuscì a perfezionare la sua formazione a Roma, dove soggiornò tra 1635 e 1636. Nel soggiorno romano presso la bottega di Pietro da Cortona apprese l'arte del suo maestro, studiò le antiche vestigia della città, e acquisì la conoscenza dei grandi modelli rinascimentali e dei cicli di affreschi del barocco romano, in particolare quelli degli emiliani là trapiantati come i Carracci e il Guercino. Il pittore copiò anche il Poussin e lo miscelò al cortonismo divenendo uno dei primi rappresentanti di quella corrente cortonesca 'moderata' in consonanza con altri pittori della sua generazione, come Giovan Francesco Romanelli e Giacinto Gimignani, quest'ultimo operante anche in Toscana.

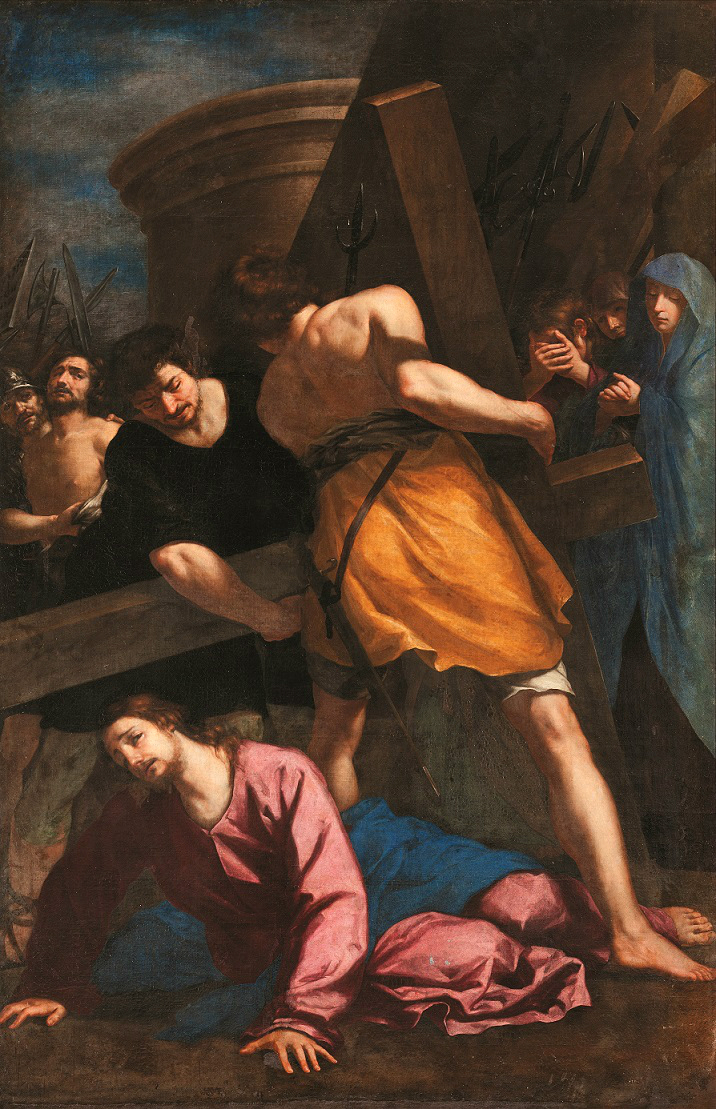
Cristo caduto sotto la Croce, Firenze, Seminario Maggiore, 1645-46 circa.

Da questo viaggio Dandini portò a Firenze, dove tenne bottega, un nuovo stile e le novità artistiche che si stavano affermando nell'Urbe. Questo, insieme alle sue esperienze formative con Pietro da Cortona lo resero a Firenze, in quel momento, uno dei pittori più aggiornati e degno dell'interesse della corte medicea. Tra 1636 e 1637 dipinse per Vittoria della Rovere L'Aurora accompagnata dalle Ore poi trasferita alla villa di Poggio Imperiale. L'opera, a tutt'oggi non rintracciata ma conosciuta in parte attraverso un disegno autografo, è stata la più famosa e citata del Dandini ai suoi tempi, un aggiornato e innovativo esempio di pittura cortonesca a Firenze, cronologicamente precedente ai lavori del Cortona in Palazzo Pitti. Non sappiamo quanto la vivacità espressa nel disegno fosse mantenuta anche nel dipinto. Fatto sta che il tono che mostra nel suo secondo dipinto per i Medici, l'Adorazione di Niobe per don Lorenzo (1637-38) è quello di un cortonismo moderato anche grazie ai ricordi dei modelli romani di orientamento classicista, ed appare più aderente al gusto fiorentino di quegli anni, morbido e languido. 
Tra anni trenta e anni quaranta si dedicò a realizzare soprattutto quadri da stanza per le collezioni nobiliari fiorentine mentre più tardi prevalse l'esecuzione di opere di soggetto sacro. Una delle prime di queste, oltre al Martirio di San Sebastiano per la chiesa di San Mauro a Signa, fu la Caduta di Gesù Cristo sotto la Croce (1645-46 circa) per la Compagnia di San Benedetto Bianco di Firenze, oggi al seminario, innovativa per la composizione semplificata ma incombente, per le pose statuine dei personaggi e per il sottile pathos. 
Sempre per don Lorenzo de' Medici realizza nello stesso periodo un Mercurio, Erse ed Amore a pendant con Isabella e Zerbino del fratello Cesare, raffinata composizione di soggetto mitologico di ispirazione reniana, ma anche in consonanza con le eleganze languide e sensuali di Furini. 

Tra le opere di soggetto sacro si scalano, cronologicamente, la tela Sant'Andrea Zoerandro e Carlo Borromeo in Santa Maria in Gradi ad Arezzo, del 1657, ed intorno al 1670 le opere per la chiesa di Ognissanti a Firenze: la pala con Madonna, sant'Anna e san Gioacchino, quella de La Concezione e una con San Bernardino e Giovanni da Capistrano, mentre nella chiesa di San Bartolomeo di Pistoia fece una tela con rappresentato Il Battesimo di Costantino. 

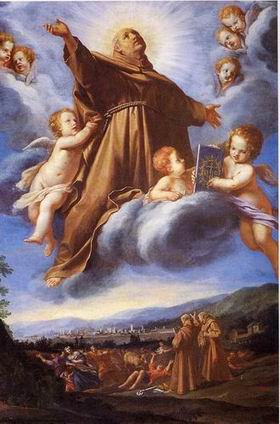
San Bernardino in gloria

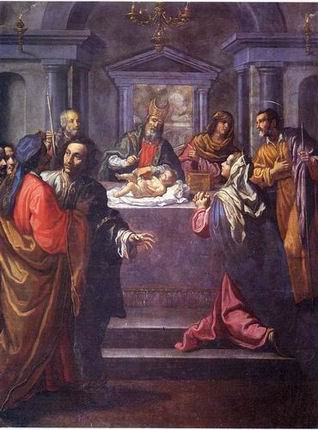
La Circoncisione

Un San Giacinto che esorcizza un ossesso si trova invece a Prato nella chiesa di San Domenico, e ancora nella zona di Prato, nella chiesa di San Giusto in Piazzanese c'è una tela con La circoncisione a lui attribuita, mentre a Firenze una sua tela con L'Annunziata si trova nella chiesa di Sant'Ambrogio. 
Di notevole rilievo, anche la coppia di monumentali tele, raffiguranti il Ratto delle sabine e Orazio Coclito al ponte sul Plicio, realizzati per il salone di villa Orsucci posta in Segromigno in monte, nel comune di Capannori. Precedente, e nello stesso stile un San Filippo Neri in preghiera e cori angelici si trova nella quadreria di Villa Albani a Roma. Ancora una nobile commissione fu quella per Palazzo degli Alberti di Prato, dove sono ancora oggi le sue tele nella galleria.
Il pittore fu sepolto nella Compagnia di San Benedetto Bianco a Firenze il 22 aprile 1675.
Fra i suoi allievi, oltre i due figli e il nipote, Lorenzo Castelli, Michele Noferi, Antonio Riccianti, Giovan Battista Marmi, Giovan Battista Foggini e Anton Domenico Gabbiani, che fu decisamente il più celebre, col quale il Dandini intrattenne un intenso epistolario.